# Janez Zibler
Janez Zibler, slovenski alpski smučar, * 18. februar 1958, Tržič.
Zibler je za Jugoslavijo nastopil na Zimskih olimpijskih igrah 1980 v Lake Placidu, kjer je nastopil v slalomu, ki pa ga ni dokončal. 